# Dialetti bolognesi rustici settentrionali
I dialetti bolognesi rustici settentrionali, nella classificazione di Daniele Vitali, sono un ramo di dialetti di tipo bolognese parlati a nord di Bologna, nelle province di Bologna (Argelato, Bentivoglio, Castello d'Argile, Galliera, Pieve di Cento, San Giorgio di Piano, San Pietro in Casale) e Ferrara (Cento, posta comunque nell'arcidiocesi di Bologna).
Sono più conservativi dei dialetti bolognesi rustici occidentali e dei dialetti bolognesi rustici orientali, tanto che mantengono il fonema /ɛ/ nelle posizioni che aveva un tempo anche in questi dialetti, es. sĕcc, casĕtt /'sɛk, ka'sɛt/ "secco, cassetto"; conservano inoltre nelle forme verbali composte il participio passato femminile sia nel singolare sia nel plurale, es. [lî] l'é andéda, äli én andédi "[ella] è andata", "sono andate" in contrapposizione al cittadino invariabile [ló] l'é andè, [lî] l'é andè "[egli] è andato", "[ella] è andata", ecc.
La loro principale caratteristica è comunque il passaggio di -ina a -énna /ena/ con allungamento della n, es. galénna /ga'lena/ "gallina", laddove il dialetto bolognese cittadino ha galéṅna /ga'leŋna/. In alcune località, ad es. nella frazione centese di Renazzo, -una diventa, simmetricamente, -ónna /ona/, es. lónna /'lona/ "luna", laddove il bolognese cittadino ha lóṅna /'loŋna/.
Un'altra caratteristica è la chiusura della vocale tonica negli infiniti della prima classe, ossia quelli terminanti in -ér, es. andér /an'der/ "andare" e nel participio passato, es. andé /an'de/ "andato", in contrapposizione alla corrispondente vocale aperta /ɛ/ del dialetto cittadino. 